# Mark Helfrich (personnalité politique)
Pour les articles homonymes, voir Helfrich.
 (mai 2024).
Mark Helfrich, né le 8 septembre 1978, est un homme politique allemand de l'Union chrétienne-démocrate (CDU). Il est membre du Bundestag de l'État de Schleswig-Holstein depuis 2013.

## Biographie

### Carrière politique
Il devient membre du Bundestag lors des élections fédérales allemandes de 2013. De 2013 à 2014, il siège à la commission du travail et des affaires sociales ainsi qu'au conseil consultatif parlementaire sur le développement durable. Depuis 2018, il est membre de la commission des affaires de l'Union européenne et de la commission des affaires économiques et énergétiques ,.
Depuis les élections de 2021, il est le porte-parole de son groupe parlementaire pour la politique énergétique

### Autres activités
- Agora Energiewende, membre du Conseil[5].
- Initiative de l'industrie allemande pour l'efficacité énergétique (DENEFF), membre du conseil consultatif parlementaire[6].
- Rotary International, membre

### Positions politiques
En juin 2017, il vote contre la majorité de son groupe parlementaire et en faveur de l'introduction du mariage homosexuel en Allemagne.